# PCS1900
La PCS1900 es una norma GSM adaptada a las frecuencias disponibles en la Región 2 (Continente Americano). Utiliza una frecuencia de 1900 MHz. Al igual que la norma DCS1800, la elección de una frecuencia tan alta tiene consecuencias sobre los terminales y sobre las estaciones de base. Países que utilizan esta norma: Chile y Argentina
- Datos: Q9053792